# Jo Su-mi
Jo Su-mi (조수미, født 22. november 1962 i Seoul) er en koreansk lyrisk sopran.
Efter studier på Sun Hwa Arts School og på universitetet i Seoul fortsatte hun sin uddannelse ved Accademia di Santa Cecilia i Rom. Hun debuterede i 1986 i Verdis opera Rigoletto på Teatro Comunale Giuseppe Verdi i Trieste. Hun blev der bemærket af Herbert von Karajan som lod henne spille Oscar i Verdis Maskeradeballet mod Plácido Domingo i Salzburg 1987. Året efter debuterede hun på La Scala og 1989 fik hun sin første optræden på Metropolitan i New York. Hun har derefter fortsat at optræde på verdens førende operascener. Hun har tillige medvirket på et halvt hundrede pladeindspilninger og var bl.a. med i Die Frau ohne Schatten med Sir Georg Solti som i 1993 vandt en Grammy for bedste operaindspilning.